# Kimchi jjigae
Kimchi jjigae is een pittige soep op basis van kimchi en andere ingrediënten zoals uien, tofoe en varkensvlees of vis. Het wordt meestal geserveerd met witte rijst en banchan.
Kimchi jjigae wordt meestal bereid met oudere kimchi. Omdat deze kimchi langere tijd is gefermenteerd, smaakt hij ook sterker en bevat het hogere concentratie van "goede bacteriën" zoals die ook gevonden worden in yoghurt.

## Variaties
Vaak wordt in plaats van varkensvlees ook tonijn uit blik gebruikt. Men spreekt dan van chamchi kimchi jjigae, chamchi (참치) betekent tonijn in het Koreaans.

## In de media
In 2007 verklaarde Pim Verbeek in de sportbijlage van Zuid-Koreaanse krant Hankook Ilbo dat hij, ondanks het feit dat hij toen al geruime tijd in Korea woonde, nog steeds bang was voor kimchi jjigae (김치찌개 아직도 무서워).